# آساكو I و II
آساكو I و II (باليابانية: 寝ても覚めても) فيلم دراما رومنسي ياباني. من اخراج ريوسوكي هاماغوتشي، وبطولة إريكا كاراتا وماساهيرو هيغاشيدا. نافس على جائزة السعفة الذهبية في مهرجان كان السينمائي 2018. مُستند على رواية لِـتوموكا شيباساكي، حول امرأة تقع في حب رجلين يبدوان متشابهين ولكنهما يتصرفان بشكل مختلف تمامًا.

## الممثلون
- ماساهيرو هيغاشيدا بِدور باكو/ريوهي
- إريكا كاراتا بِدور أساكو
- كوجي سيتو بِدور كوشيهاشي
- ريو ياماشيتا بِدور مايا
- سايري إيتو بِدور هارويو
- دايشي واتانابي بِدور أوكازاكي
- كوجي ناكاموتو بِدور هيراكاوا
- ميساكو تاناكا بِدور أُم أوكازاكي

## روابط خارجية
- آساكو I و II على موقع IMDb (الإنجليزية)
- آساكو I و II على موقع ميتاكريتيك (الإنجليزية)
- آساكو I و II على موقع روتن توميتوز (الإنجليزية)
- آساكو I و II على موقع ألو سيني (الفرنسية)
- آساكو I و II على موقع بوكس أوفيس موجو (الإنجليزية)
- آساكو I و II على موقع فيلمافينيتي (الإسبانية)
- آساكو I و II على موقع قاعدة بيانات الأفلام السويدية (السويدية)
- آساكو I و II على موقع قاعدة بيانات الفيلم (الإنجليزية)
- آساكو I و II على موقع ليتربوكسد (الإنجليزية)
- آساكو I و II على موقع كينوبويسك (الروسية)